# Christine Lambrecht
Christine Lambrecht, född 19 juni 1965 i Mannheim, Baden-Württemberg, är en tysk advokat och politiker tillhörande SPD. Hon var från den 8 december 2021 till den 19 januari 2023 Tysklands försvarsminister. Dessförinnan hade hon varit minister sedan 2019, däribland justitieminister åren 2019–2021 och familje-, äldre-, kvinno- och ungdomsminister år 2021.

## Biografi
Christine Lambrecht växte upp i Viernheim. Efter studentexamen 1984 studerade hon juridik vid universitetet i Mannheim och Johannes Gutenberg-universitetet i Mainz fram till 1995. Hon har även gått en masterutbildning i förvaltningsvetenskap vid det tyska universitetet för förvaltningsvetenskap i Speyer, som hon också avslutade 1995. Därefter verkade hon som föreläsare i handels- och bolagsrätt vid universitetet för kooperativ utbildning i Mannheim och som jurist.
Lambrecht gick med i SPD 1982. År 1985 blev hon medlem av Viernheims stadsfullmäktige, där hon var ordförande från 1987 till 2001. År 1998 blev hon ledamot av förbundsdagen, där hon ingick i arbetsgruppen för kärnkraftsavvecklingen.
Mellan 2011 och 2013 var Lambrecht vice ordförande för SPD:s parlamentsgrupp i förbundsdagen och från 2013 var hon förste parlamentssekreterare. 2018 utnämndes hon till parlamentarisk statssekreterare hos finansministeriet. År 2019 efterträdde hon Katarina Barley och blev justitieminister. På förslag av förbundskansler Olaf Scholz utnämnde Frank-Walter Steinmeier henne den 8 december 2021 till försvarsminister i regeringen Scholz. 16 januari 2023 valde hon att avgå efter hård kritik.
Lambrecht var 2015–2019 gift med den tidigare SPD-ledamoten Hans-Joachim Hacker, med vilken hon har en son, Alexander.